# Shirins Hochzeit
Shirins Hochzeit ist einer der ersten aus türkischer Sicht erzählten deutschen Spielfilme. Das 1975 für das Fernsehen produzierte kontroverse Drama stammt von der Filmemacherin Helma Sanders-Brahms (die damals noch unter dem Namen Helma Sanders in Erscheinung trat). Sie gab 1980 an, der im Stab als Schauspieler geführte Schriftsteller Aras Ören habe einen großen Anteil an der Entstehung des Films gehabt.

## Handlung
Der Film schildert das Leben der von Ayten Erten dargestellten jungen Türkin Shirin. Bereits als Kind wurde sie Mahmut als künftige Ehefrau versprochen. Eines Tages jedoch wirft ihr Vater mit einem Stein nach dem Verwalter, für den er arbeitet, und wird verhaftet. Der Verwalter hält bei Shirins Onkeln um ihre Hand an, und gegen eine Geldzahlung wird seinem Antrag stattgegeben. Doch Shirin liebt ihn nicht und sehnt sich nach Mahmut, der in Köln lebt und arbeitet. Sie flieht nach Deutschland, um ihn zu suchen.
Dort arbeitet sie zunächst als Fabrikarbeiterin und lernt die Griechin Maria kennen, die ihre Freundin wird. Als sie von Entlassung betroffen ist, erlebt sie das schwere „Gastarbeiterinnen“-Leben in „einer ihnen feindlich gesinnten Gesellschaft“ (Lexikon der internationalen Films, Buchausgabe 1995). Shirin schickt regelmäßig Geld nach Hause.
Sie arbeitet als Putzfrau und verliert nach einer Vergewaltigung auch diesen Job. Auf Arbeitssuche gerät sie an einen Zuhälter, der sie in Gastarbeiterunterkünften als Prostituierte anbietet. Dort trifft sie auf Mahmut, ihren lange gesuchten Verlobten, doch dieser erkennt sie in der Dunkelheit nicht.
Schließlich wird Shirins Zuhälter von Kumpanen erstochen, sie beobachtet die Tat. Als sie sich kurz darauf anschickt, aus Sehnsucht nach der Heimat fortzugehen, wird sie hinterrücks erschossen.

## Kritik
„Im ersten Teil eine atmosphärisch stimmige, später etwas zu dick aufgetragene Schilderung des harten Lebens von Gastarbeiterinnen in einer ihnen feindlich gesinnten Gesellschaft. Ein Film, der zur Auseinandersetzung anregt.“

## Reaktionen
Die Erstsendung des Spielfilms Shirins Hochzeit im WDR-Fernsehen löste massive Proteste rechtsextremer Kreise in der Türkei aus und führte zu einer kleinen Protestkundgebung türkischer Nationalisten vor dem WDR-Funkhaus in Köln. Ayten Erten, die Darstellerin der Shirin, wurde bedroht und erhielt keine Filmangebote mehr.
Helma Sanders-Brahms erhielt 1976 den Fernsehfilmpreis der Deutschen Akademie der Darstellenden Künste.

## Weitere umstrittene Fernsehfilme über Türken in Deutschland
- Wut (2006)
- Wem Ehre gebührt (2007)